# Dandan Oilik
Dandan Oilik (auch Dandan Öiliq, Uiliq oder Uilik, wird übersetzt als „Ort der Elfenbeinhäuser“) ist eine im Sand der Taklamakan-Wüste (China, Uigurisches Autonomes Gebiet Xinjiang) versunkene Stadt. Sie befindet sich nordöstlich von Khotan (Hotan) im Kreis Qira (Chira/Cele).
In historischen Zeiten war Dandan Oilik ein wichtiger Handelsposten entlang der Seidenstraße, bei Ausgrabungen fanden sich buddhistische Wandbilder aus dem 8. Jahrhundert, sowie ein Papierfragment in Mittel-Khotanesischer Sprache und indischer Brahmi-Schrift aus dem 7. oder 8. Jahrhundert. Im Britischen Museum sind zudem dem Buddhismus zuzuordnende bemalte Gedenktafeln aus dem 6. Jahrhundert ausgestellt.
Vor der Ausbreitung des Islams nach Osten im 8. Jahrhundert war Dandan Oilik ein bedeutendes Zentrum des Buddhismus.
Nachdem die Stadt jahrhundertelang in Vergessenheit geraten war, wurde sie 1896 von dem schwedischen Forscher Sven Hedin auf seiner ersten Expedition wiederentdeckt. Aurel Stein hat im Jahre 1900 Ausgrabungen durchgeführt.
Nachdem zuletzt 1928 Forscher vor Ort waren, geriet die Stadt erneut in Vergessenheit und galt als unauffindbar. Erst 1998 wurden die Ruinen Dandan Oiliks von einer Expedition um den Schweizer Christoph Baumer erneut wiederentdeckt.
Die Stätte von Dandan Oilik (丹丹乌里克遗址,  Dāndānwūlǐkè yízhǐ) steht seit 2006 auf der Liste der Denkmäler der Volksrepublik China (6-218).

## Bildergalerie

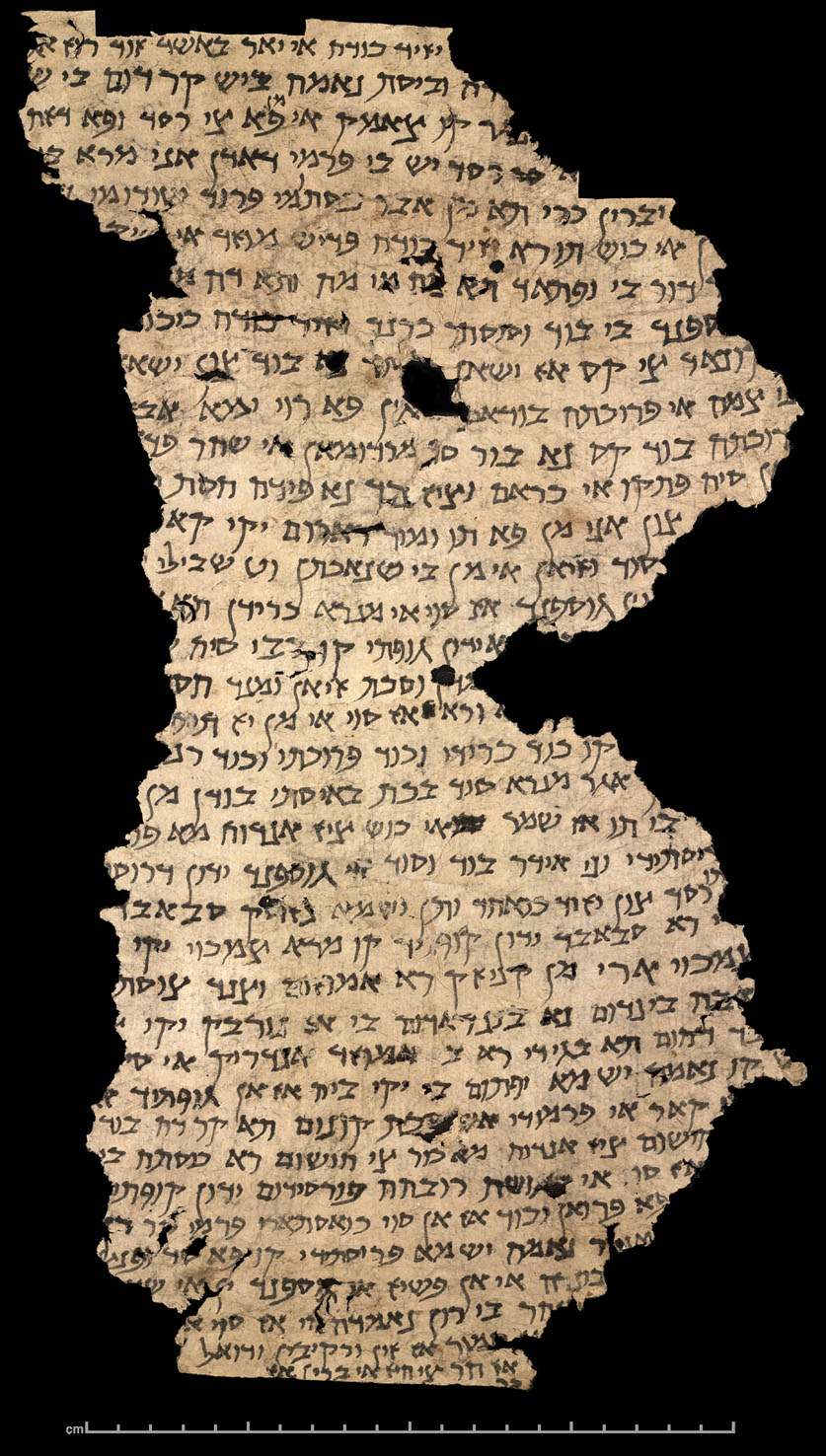
Brieffragment

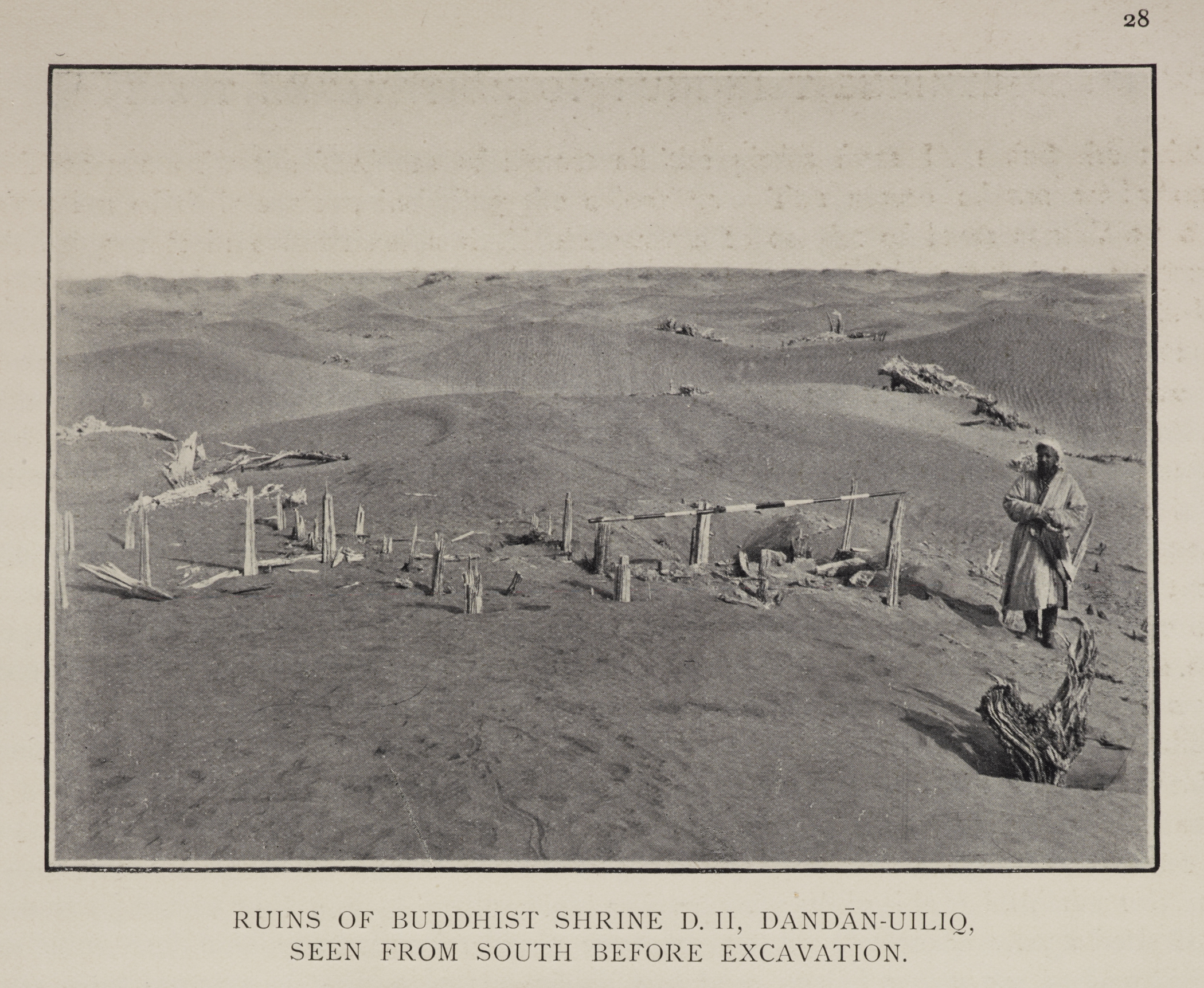
Ruinen
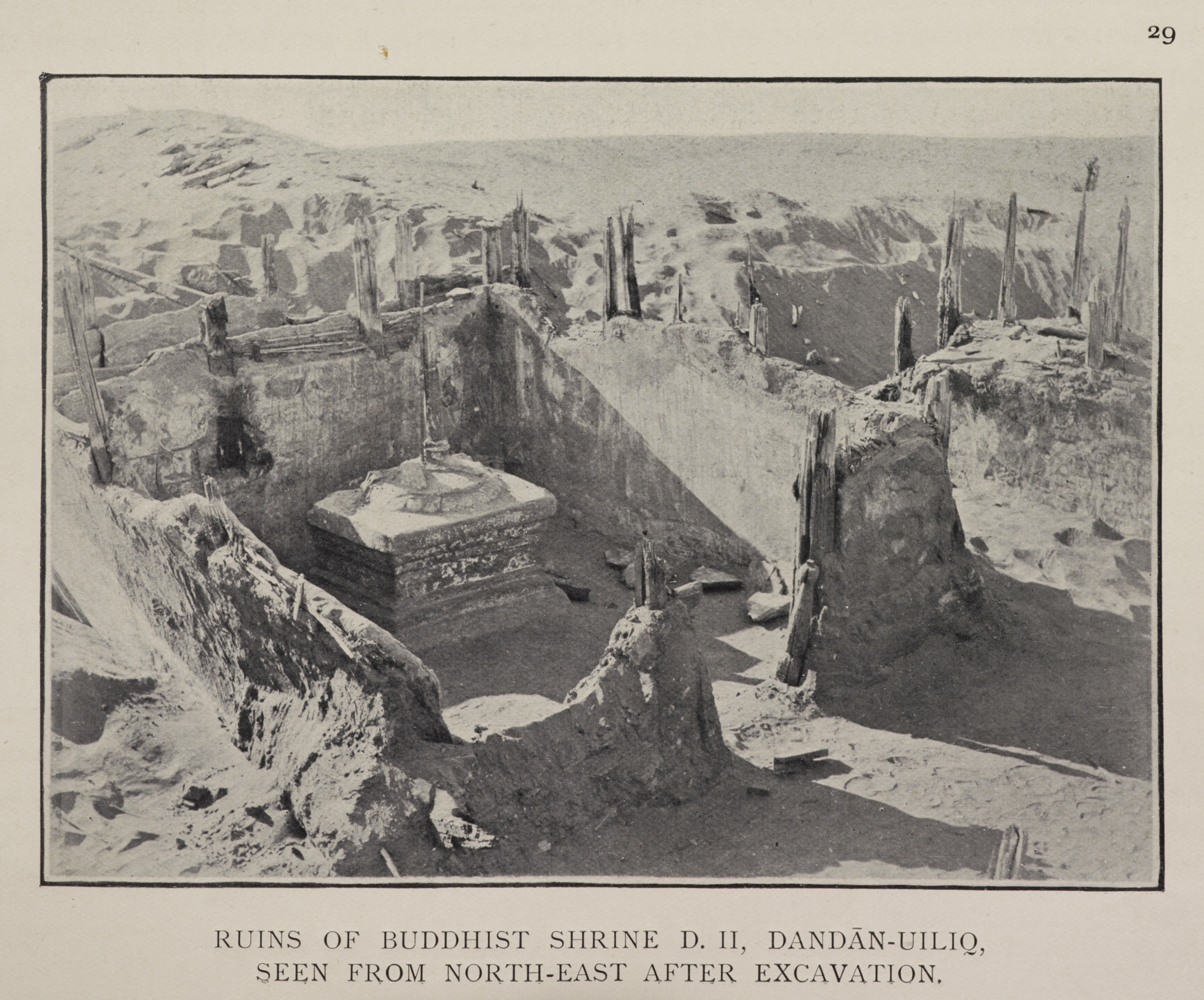
Ruinen
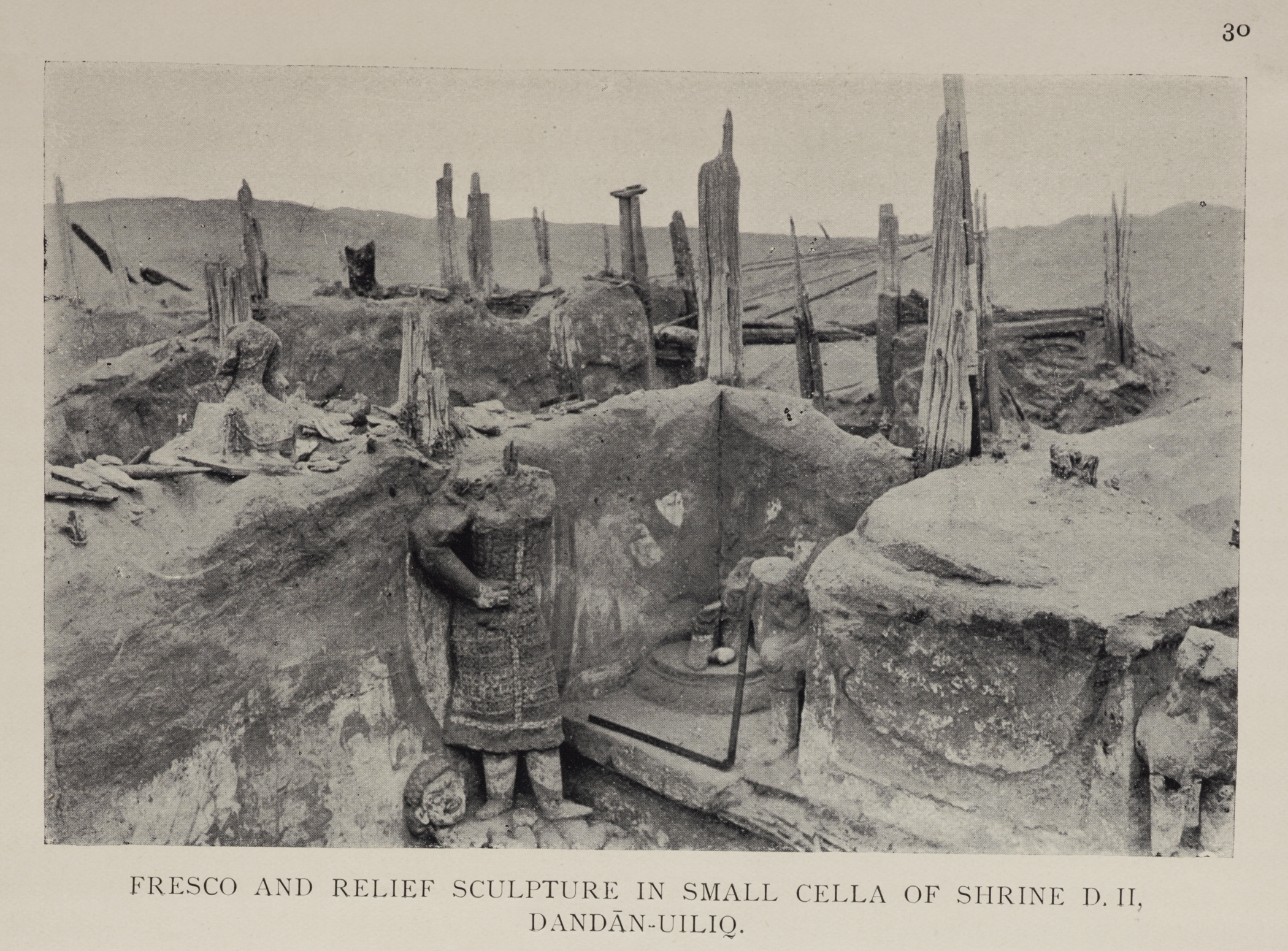
Ruinen eines buddhistischen Schreins
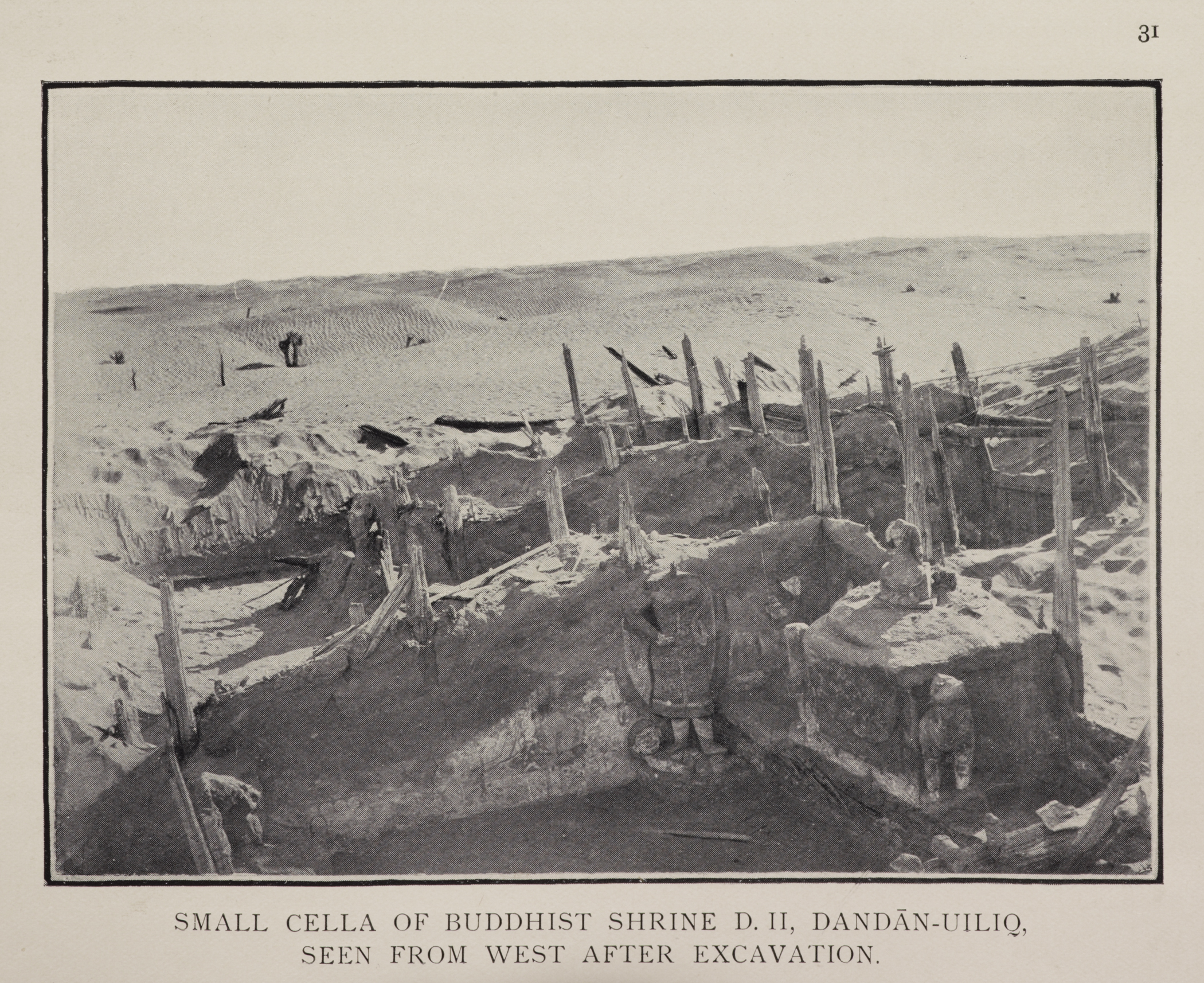
Ruinen
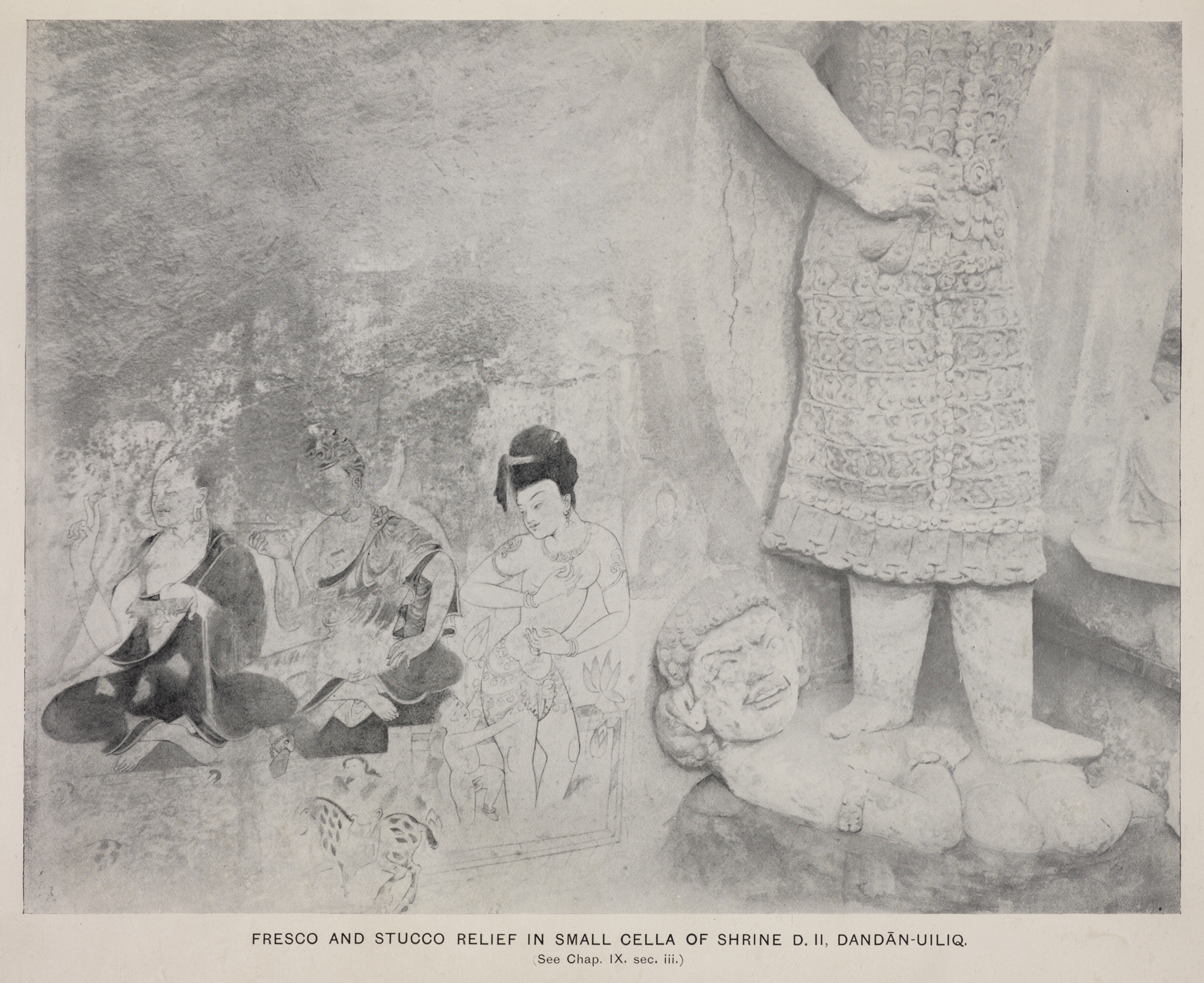
Ruinen
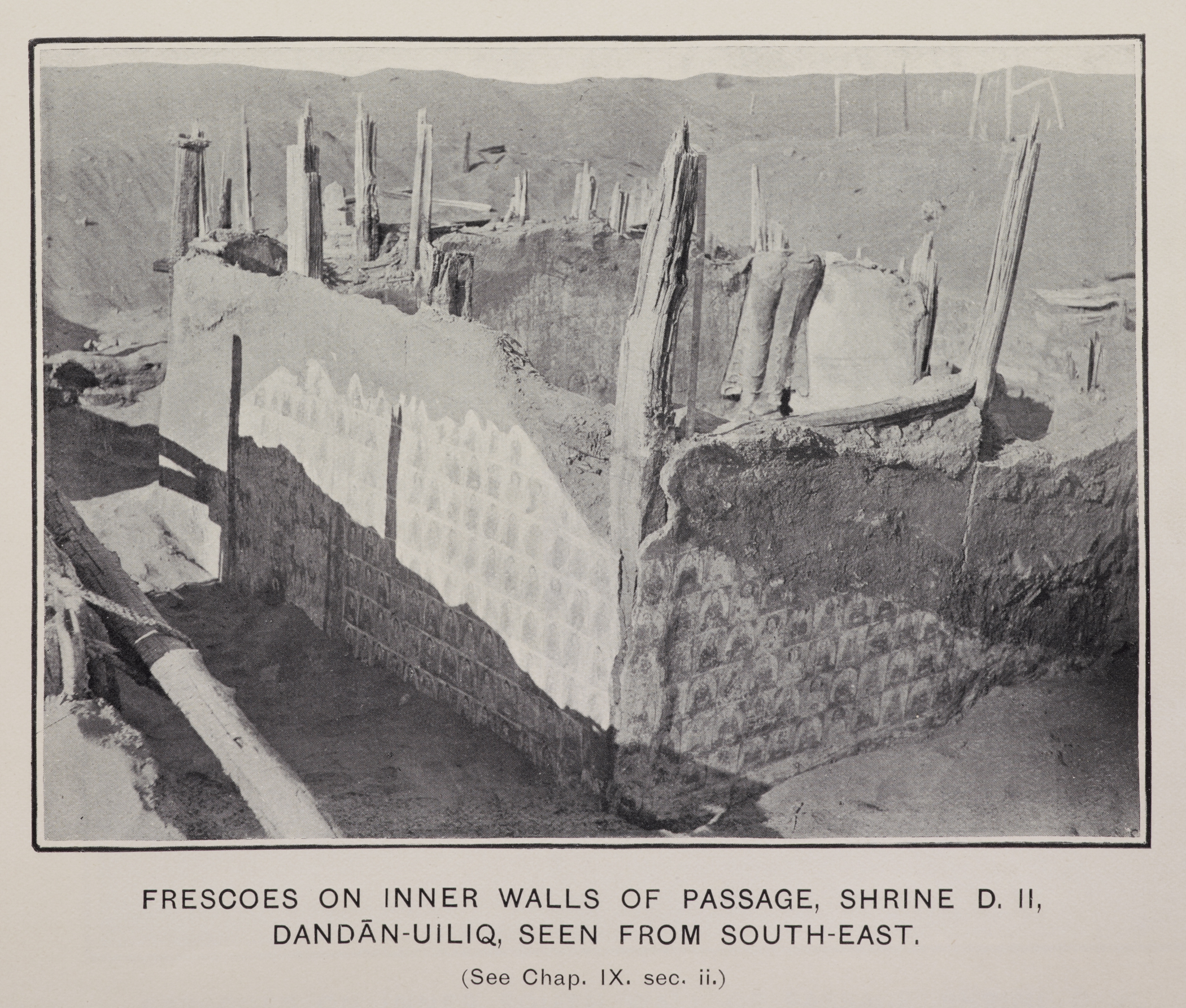
Ruinen